# Рэдаёль
Рэдаёль, Родеёль — река в России, протекает по территории Троицко-Печорского района Республики Коми. Устье реки находится в 222 км по правому берегу реки Илыч. Длина реки — 10 км.
Исток реки находится на хребте Эбельиз (предгорья Северного Урала) на восточных склонах горы Олссарылпаннёр (708 м НУМ). Река стекает с южной части хребта в долину Илыча. Течёт на северо-восток, затем поворачивает на север. Всё течение проходит в ненаселённой холмистой тайге.

## Данные водного реестра
По данным государственного водного реестра России относится к Двинско-Печорскому бассейновому округу, водохозяйственный участок реки — Печора от истока до водомерного поста у посёлка Шердино, речной подбассейн реки — Бассейны притоков Печоры до впадения Усы. Речной бассейн реки — Печора.